# Flaga Tatarstanu
Flaga Tatarstanu (NHR:378) jest prostokątny pas płótna o proporcjach 1:2, na którym przedstawione są poziome pasy w barwach zielonym, białym i czerwonym. Barwa zielona znajduje się u góry flagi, barwa czerwona u dołu; zajmują one po 7/15 szerokości flagi. Barwa biała znajduje się pomiędzy nimi i jest szeroka na 1/15 flagi.
Oficjalna symbolika barw flagi:
kolor zielony – zieleń wiosny, odrodzenie,
kolor biały – barwa czystości,
kolor czerwony – dojrzałość, energia, siła, życie
Nieoficjalna symbolika jest inna:
kolor zielony – symbol islamu i Tatarów,
kolor czerwony – oznacza Rosjan,
kolor biały – symbolizuje niezachwiany pokój między tymi dwoma narodami.
Autorem flagi jest ludowy artysta tatarski, laureat Nagrody Państwowej im. G. Tukaja – Tawil Chaziachmietow.
Flaga została zatwierdzona 29 listopada 1991 uchwałą Rady Najwyższej Republiki Tatarstanu. Obecnie zasady wykorzystania flagi reguluje ustawa „O państwowych symbolach Republiki Tatarstanu”.

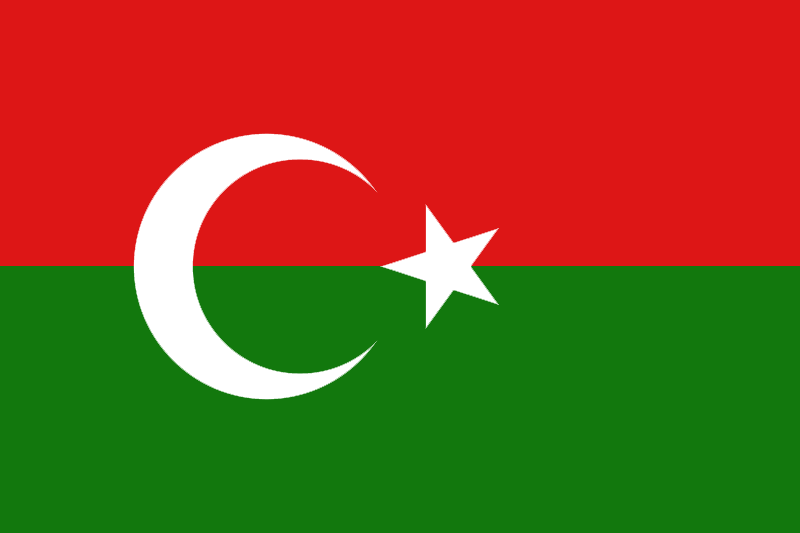
Flaga nacjonalistów Tatarskich

Nacjonaliści tatarscy nie używają tej flagi. Posiadają oni czerwono-zieloną z białym półksiężycem.